# Hans Haustein

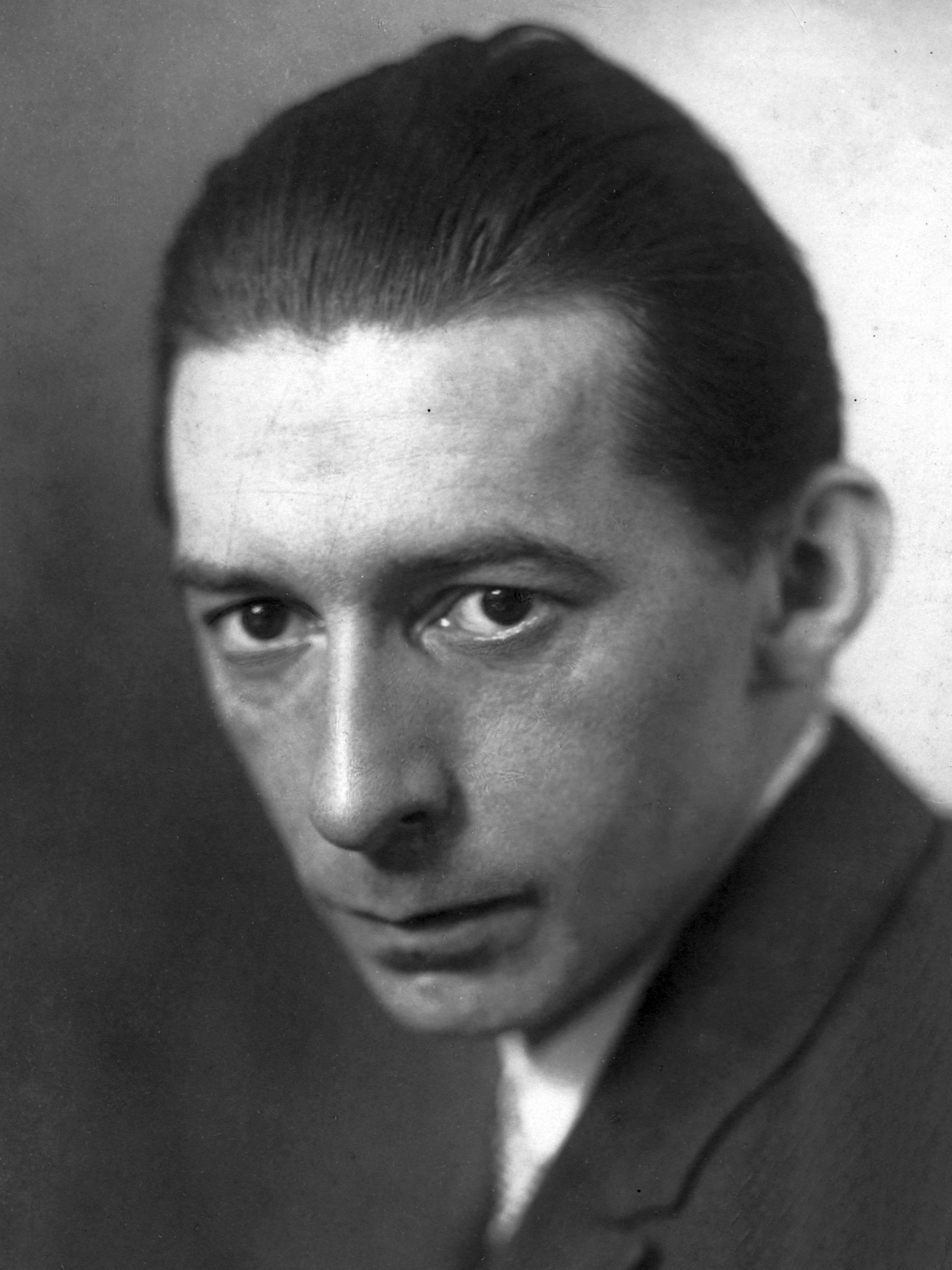
Hans Haustein 1925

Hans Haustein (* 27. August 1894 in Berlin; † 12. November 1933 ebenda) war ein deutscher Arzt und Wissenschaftler in der Weimarer Republik.

## Leben

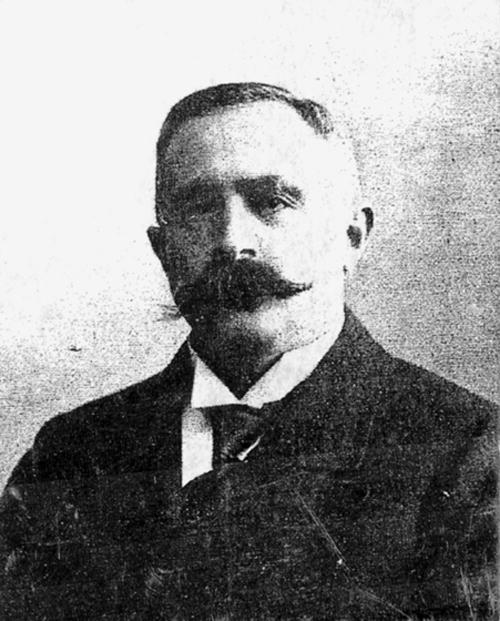
Abraham Buschke, ein Lehrer von Hans Haustein, war Oberarzt am Rudolf-Virchow-Krankenhaus in Berlin. Er starb 1943 im KZ Theresienstadt.

Hans Haustein studierte nach dem Abitur von 1913 bis 1918 Medizin in Freiburg im Breisgau und Berlin. Er meldete sich freiwillig zum Kriegsdienst, wurde aber aus gesundheitlichen Gründen für „nicht felddienstfähig“ erklärt. Er arbeitete anschließend in verschiedenen Lazaretten. 1918 legte er das erste Staatsexamen ab. Zum Kriegsende diente er als zweiter Flugplatzarzt an der Kommandantur Johannisthal, wo er am 28. Februar 1919 aus dem Kriegsdienst entlassen wurde.
Im Anschluss an sein praktisches Jahr wurde er als Dermatologe und Venerologe am Rudolf-Virchow-Krankenhaus und an der Charité in Berlin ausgebildet. Seine Lehrer in den Fachgebieten der Dermatologie und Venerologie waren Abraham Buschke am Rudolf-Virchow-Krankenhaus sowie Georg Arndt an der Hautklinik der Charité. 1920 promovierte er bei Alfred Grotjahn mit einer Arbeit über die Sozialhygienische Betätigung der Landesversicherungsanstalten in Berlin. Anschließend erhielt er seine Approbation und wurde Assistenzarzt.
Bald nachdem Haustein Facharzt für Hautkrankheiten und Geschlechtskrankheiten geworden war, eröffnete er 1924 eine Arztpraxis am Kurfürstendamm. Das verschaffte ihm eine entsprechende Kundschaft mit Wohlstand und hohem sozialen Status. Er stand im Ruf eines Modearztes, der aber auch Prostituierte betreute und sie mit Pessaren zur Empfängnisverhütung versorgte. Als Facharzt war er Kollege und Konkurrent von Gottfried Benn, der in der Belle-Alliance-Straße, heute Mehringdamm, praktizierte. Spätestens 1925 war er verheiratet mit Friedel Haustein, die allem Anschein nach eine wissenschaftliche Ausbildung absolviert und promoviert hatte.
In der Bregenzer Straße 4 in Berlin-Wilmersdorf führten er und seine Ehefrau Friedel ein mondänes Haus mit Salon. In diesen Räumlichkeiten gaben sie rauschende Feste, auf denen sich Schriftsteller, Komponisten, Maler und Mäzene trafen. Wilmersdorf hatte in der Zeit der Weimarer Republik einen starken jüdischen Bevölkerungsanteil. Zahlreiche jüdische Künstler und Schriftsteller wohnten in diesem Bezirk.
Haustein, der für seine intellektuelle und erotische Freizügigkeit bekannt war, galt als Salonlöwe. Er war liiert mit einem Mannequin namens Sonja, dem er sexuell hörig gewesen sein soll. Zu seinen engeren Freunden zählten u. a. der Schriftsteller Lion Feuchtwanger, der Komponist Fred Raymond und der Maler Christian Schad, der ihn 1928 im Stil des magischen Realismus auch porträtierte. Auf diesem Bild ist auch Hausteins Geliebte Sonja als Schatten an der Wand zu sehen. 1930 oder 1931 beging seine Ehefrau Friedel Suizid.
Haustein arbeitete auch wissenschaftlich und galt als einer der wichtigsten Experten bei der Bekämpfung von Geschlechtskrankheiten. Er veröffentlichte ab 1916 über 70 Arbeiten, darunter bedeutende wie Die Geschlechtskrankheiten einschließlich der Prostitution und Die Frühgeschichte der Syphilis. Von 1921 bis 1923 war er Mitarbeiter der Zeitschrift Soziale Hygiene, Fürsorge und Krankenhauswesen. 1925 veröffentlichte er zusammen mit seiner Frau eine wissenschaftliche Abhandlung über die Bekämpfung der Geschlechtskrankheiten in Dänemark. Ab 1932 leitete er die historische Sektion der Abteilung für Genetik des Kaiser-Wilhelm-Instituts für Hirnforschung in Berlin-Buch.
Durch die Machtergreifung der Nationalsozialisten 1933 verlor Haustein schlagartig seinen großbürgerlichen Status und sah sich der Diskriminierung und Verfolgung ausgesetzt. Aufgrund seiner Tätigkeit für den Verein sozialistischer Ärzte entzog man ihm im Juni 1933 die kassenärztliche Zulassung. Am 7. Juli 1933 wurde er zusammen mit anderen jüdischen und politisch missliebigen Ärzten von der Gestapo verhaftet und schwer misshandelt. Am 12. November 1933 tötete sich Haustein im Schutzhaftlager Spandau durch Zyankali.
Verschiedentlich wird Haustein mit der jüdischen Glaubensgemeinschaft in Verbindung gebracht, allerdings lassen sich keine eindeutigen Hinweise dafür finden, dass er dieser Glaubensrichtung angehörte. Haustein selbst gab zu Protokoll, dass er einer reformierten Kirche angehöre, und betonte, dass bereits seine Eltern und Großeltern reformiert gewesen seien.

## Werke (Auswahl)

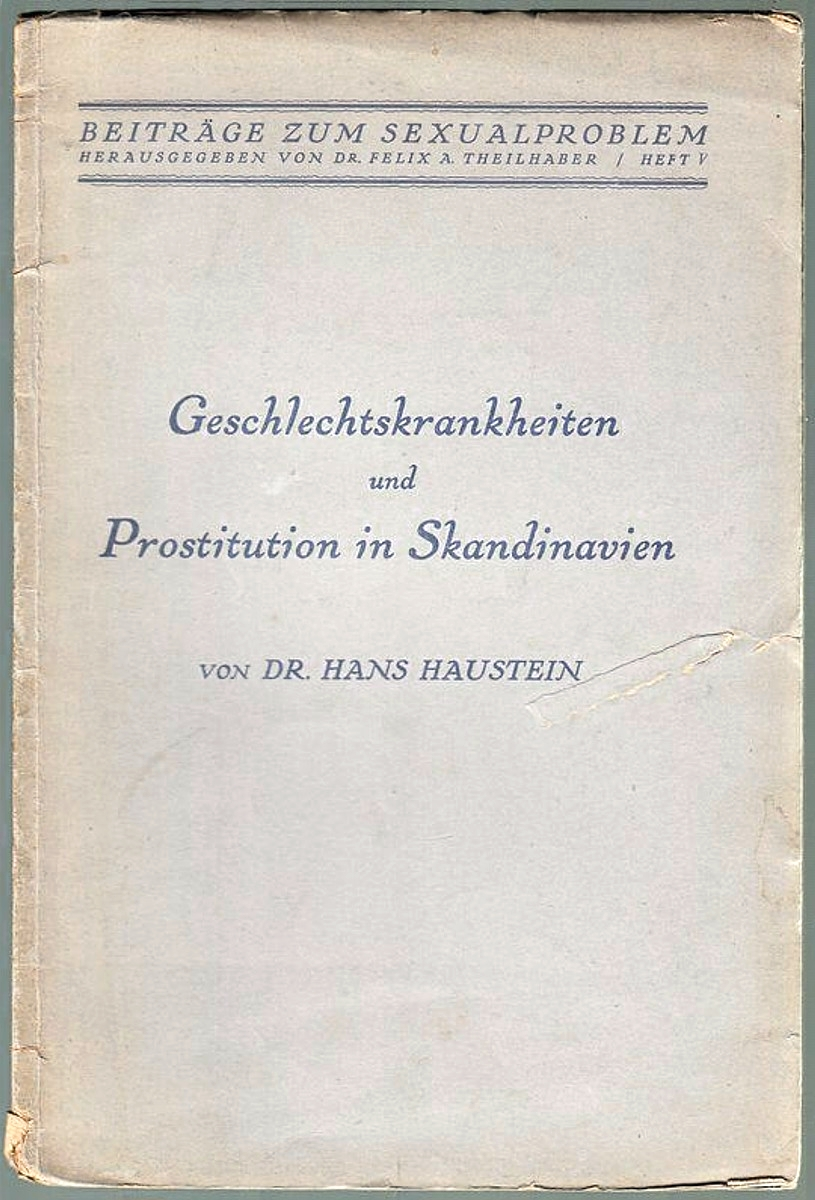
Hans Haustein: Geschlechtskrankheiten und Prostitution in Skandinavien (1925)

- Hans Haustein: Die Hautfarbentafel Felix von Luschans nach Davenports Methode entmischt. Berlin 1916.
- Hans Haustein: Die Bedeutung der Eugenik für den Staat. In: Sozialistische Monatshefte. Heft 12, 1917.
- Hans Haustein: Die sozialhygienische Betätigung der Landesversicherungsanstalten, dargestellt am Beispiel der Landesversicherungsanstalt der Hansestädte. Leipzig 1919.
- Hans Haustein, Friedel Haustein: Die Bekämpfung der Geschlechtskrankheiten in Dänemark. Berlin 1925.
- Hans Haustein: Geschlechtskrankheiten und Prostitution in Skandinavien. Berlin 1925.
- Hans Haustein: Zur sexuellen Hygiene in Sowjet-Russland. Bonn 1926.
- Hans Haustein: Die Geschlechtskrankheiten einschließlich der Prostitution. In: Adolf Gottstein (Hrsg.): Handbuch der Sozialen Hygiene und Gesundheitsfürsorge. Berlin 1926.
- Hans Haustein und Hugo Hecht: Soziale Bedeutung, Bekämpfung, Statistik der Geschlechtskrankheiten. In: Josef Jadassohn (Hrsg.): Handbuch der Haut- und Geschlechtskrankheiten. Band 22, Berlin 1927.
- Hans Haustein: Die Frühgeschichte der Syphilis. Berlin 1930.